# Сэндс Джонсон, Дорис
Дорис Сэндс Джонсон (англ. Doris Sands Johnson; 19 июня 1921 — 21 июня 1983) — багамская учительница, суфражистка и общественно-политическая деятельница. Первая женщина, выдвинутая на выборах на Багамах, первая попавшая в Сенат, где получила руководящую роль, первая назначенная министром правительства и избранная председателем Сената. Также была первой женщиной, занявшей пост исполняющего обязанности генерал-губернатора Багамских островов, и была удостоена звания дамы-командора Высшего ордена Британской империи от королевы Елизаветы II.
Она родилась на острове Нью-Провиденс, получила среднее образование и стала учительницей. После 17 лет преподавания Джонсон получила степень магистра и доктора в области управления образованием. Однако после этого Джонсон не могла найти работу по политическим мотивам — ей отказывали из-за её активизма, участия в рабочем движении и борьбе за избирательное право. В 1959 году она выступила с убедительной речью перед законодательным собранием Багамских островов, призвав предоставить женщинам избирательное право, а затем обратилась с аналогичным призывом в Управление по делам колоний в Лондоне.
Едва завоевав право голоса для соотечественниц, Джонсон немедленно занялась политикой, приняв в 1961 году участие в первых выборах, к которым допустили жительниц Багам. Хотя она тогда не была избрана, но продолжила работать с Прогрессивной либеральной партией в направлении независимости Багамских островов. Когда страна обрела свободу от колониального правления, Джонсон была назначена в Сенат и занимала различные должности до своей смерти десятилетие спустя.

## Биография
Дорис Луиза Сэндс родилась 19 июня 1921 года в Сент-Агнес (Нью-Провиденс, Багамы) в семье Сары Элизабет (урожденной Файн) и Джона Альберта Сэндса. После получения среднего образования Сэндс сама начала преподавать в возрасте 15 лет. 3 января 1943 года в Сионской баптистской церкви в Нассау Сэндс вышла замуж за Ратала Аллена Джонсона. Впоследствии у них родился сын, и Джонсон работала 17 лет, чтобы заработать деньги на дальнейшее образование.
Ориентировочно в 1953 году она смогла поступить в университет в Ричмонде, штат Вирджиния, получив степень бакалавра педагогических наук. В 1956 году она вернулась на Багамы и присоединилась к Прогрессивной либеральной партии (ПЛП). Получив четырехлетнюю государственную стипендию для продолжения образования в Канаде, Джонсон поступила на магистерскую программу в области управления образованием. Проучившись в Педагогическом колледже Макдональда Университета Макгилла, она получила степень магистра и начала работать над докторской диссертацией в Педагогическом колледже Онтарио при Университете Торонто.
Правительство прекратило предоставление ей стипендии на третьем году обучения за границей под предлогом того, что она получила степень магистра, однако сама Джонсон усматривала в этом политический мотив. Она занималась организацией Женского суфражистского движения на Багамах, а в 1958 году — Багамской федерации труда и Национального совета женщин. Приезжая с учёбы на родину, участвовала в борьбе за предоставление избирательных прав. В дальнейшем трудоустройстве ей отказали, сообщив, что единственные доступные должности находятся на отдалённых островах.

## Политический подъём
19 января 1959 года, Джонсон выступила перед членами Багамской Палаты собрания, хотя ей разрешили это сделать только после закрытия сессии. В своей речи она отметила, что в 1958 году в Палату была подана петиция об избирательном праве — депутаты утверждали, что под ней было только 13 подписей инициаторов и 529 поддержавших, но Джонсон показала, что действительное число составляло 2829 человек з Абако, Андроса, Кэт-Айленда, Эльютеры, Эксумы, Гранд-Багамы, Лонг-Айленда и Нью-Провиденса. Она настаивала на том, что женщины являются работающими членами общества и готовы, желают и могут участвовать в нём как полноправные граждане, ссылаясь на концепцию «нет налогам без представительства». Хотя члены парламента были впечатлены речью, но ничего не предприняли.
В 1960 году Джонсон как лидер Женского суфражистского движения отправилась с секретарём организации Евгенией Локхарт в Лондон, чтобы отстаивать всеобщее избирательное право. Они встретились с лондонским отделением Международного альянса женщин, чтобы обсудить ситуацию на Багамских островах. В сопровождении председателя ПЛП Генри Милтона Тейлора они также искали аудиенции в Управлении по делам колоний, чтобы высказать свое недовольство. Они встретились с государственным секретарём по делам колоний Иэном Маклаудом и двумя женщинами-британскими парламентариями, баронессой Джоан Викерс и баронессой Эйрен Уайт. Багамцев заверили, что их примут и пойдут навстречу. Однако и после их визита никаких изменений не последовало.

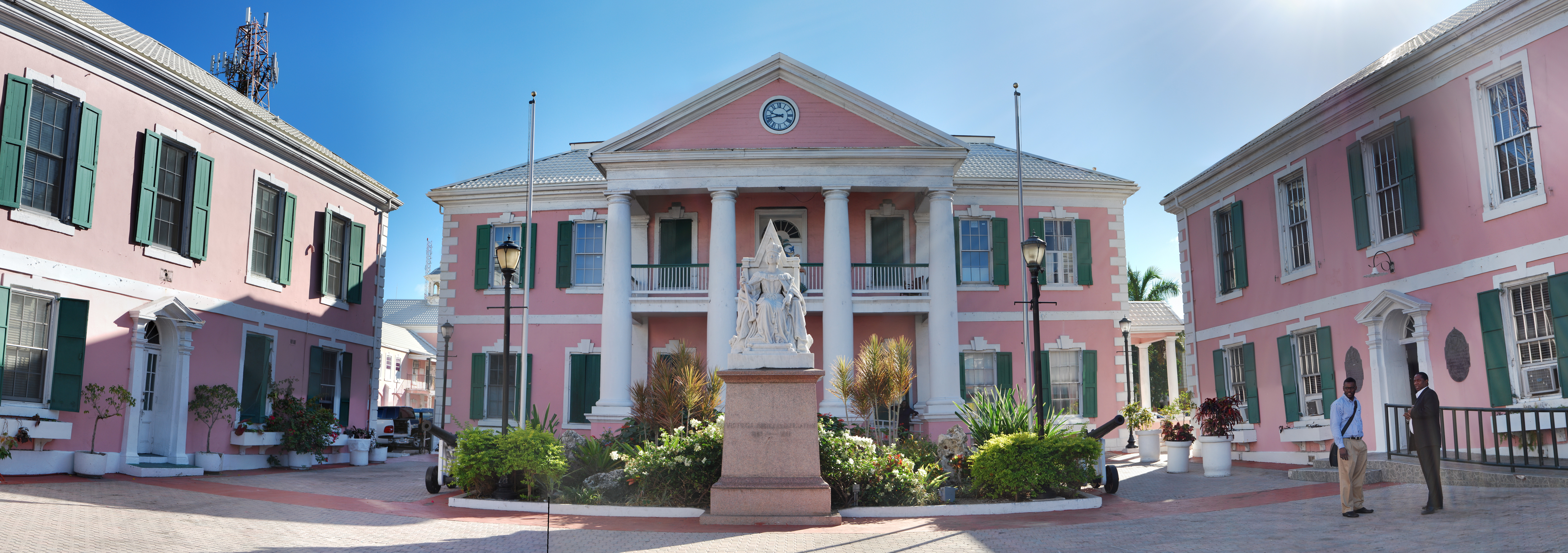
Здание парламента Багамских островов

Сторонники Джонсон собрали средства, чтобы она могла завершить свое образование в Соединённых Штатах, где она поступила в Нью-Йоркский университет, получив степень доктора педагогических наук в 1962 году. Когда в 1961 году всеобщее избирательное право наконец было принято, Джонсон немедленно вступила в борьбу, подав свою кандидатуру от ПЛП от округа Элеутера. Она составила буклет под названием «Следующий шаг: голосование за женщин», содержащий полезную информацию для голосования, например, как зарегистрироваться для голосования. Гонку она проиграла, но три года спустя с делегацией ПЛП в Организации Объединенных Наций участвовала в дебатах по поводу парламентского дисбаланса и господства меньшинства на Багамах. Тогда же она согласилась принять преподавательскую должность в Южном университете в Батон-Руж, штат Луизиана.
Чуть больше года спустя Джонсон покинула Луизиану и вернулась на Багамы для участия в выборах 1967 года. ПЛП получила большинство мест, и она стала первой женщиной в Сенате Багамских островов. Одним из первых её действий было создание комитета для помощи гаитянской диаспоре, бежавшей на Багамы из-за беспорядков в их собственной стране. На острова прибыли от 20 до 30 тысяч беженцев, и из-за прекращения властями выдачи разрешений на работу гаитянам ситуация стала критической. ПЛП одержала убедительную победу и на выборах 1968 года, и Джонсон повторно вошла в Сенат.
С 1968 по 1973 год Джонсон была министром транспорта, став первой женщиной в кабинете министров Багамских островов. В 1972 году Джонсон опубликовала книгу под названием «Тихая революция на Багамах» (The Quiet Revolution in the Bahamas), в которой описывала борьбу за расовое равноправие и независимость, сравнивая её на Багамах с американским движением за гражданские права и борьбой Мартина Лютера Кинга-младшего. Книгу назвали «одним из самых важных отчётов о событиях и личностях, причастных к достижению правления большинства и независимости на Багамах». В следующем году, когда Багамы получили независимость от Великобритании, Джонсон подала в отставку с поста министра и была избрана первой женщиной-президентом Сената. В 1977 году, вскоре после переизбрания на спикерский пост, Джонсон принимала королеву Елизавету II. В 1979 году она некоторое время занимала должность исполняющей обязанности генерал-губернатора Багамских островов и была удостоена звания Дамы-командора Высшего ордена Британской империи.
Помимо своей официальной роли, Джонсон была одной из основателей Багамской фольклорной группы и выступала в различных женских группах на Багамах и в США. Она также была президентом Национальной женской жилищной ассоциации и координатором женской вспомогательной организации Багамской баптистской миссионерской и образовательной конвенции.
Джонсон умерла 21 июня 1983 года в возрасте 62 лет. В XXI веке Нассау была открыта средняя школа, носящая её имя.

## Избранные работы
- Johnson, Doris L. (19 января 1959). Call for Equal Rights for All Bahamian Women (Speech). Meeting of the Members of the House of Assembly. Government House, Nassau, Bahamas. Contained in Fawkes, 2003, pp. 204–210.
- Johnson, Doris L. (1962). A guide for the establishment of an advisory council to the Bahamas Board of Education: based upon a study of advisory services to the Central British Educational Authority from 1899 to 1959 (Ed. D.). New York University.
- Johnson, Doris L. The Next Step: Votes for Women. — Nassau, Bahamas, 1962.[9]
- Johnson, Doris L. The Man on the Black Horse. — Nassau, Bahamas.[10]
- Johnson, Doris L. The Quiet Revolution in the Bahamas. — Nassau, Bahamas : Family Islands Press, 1972.
- Johnson, Doris L. Age of Awareness. — Nassau, Bahamas, 1973.[10]
- Johnson, Doris L. Political Change // Modern Bahamian Society / Collinwood ; Dodge. — Parkersburg, IA, USA : Caribbean Books, 1989. — P. 33–38. — ISBN 0931209013.